# Irie Révoltés

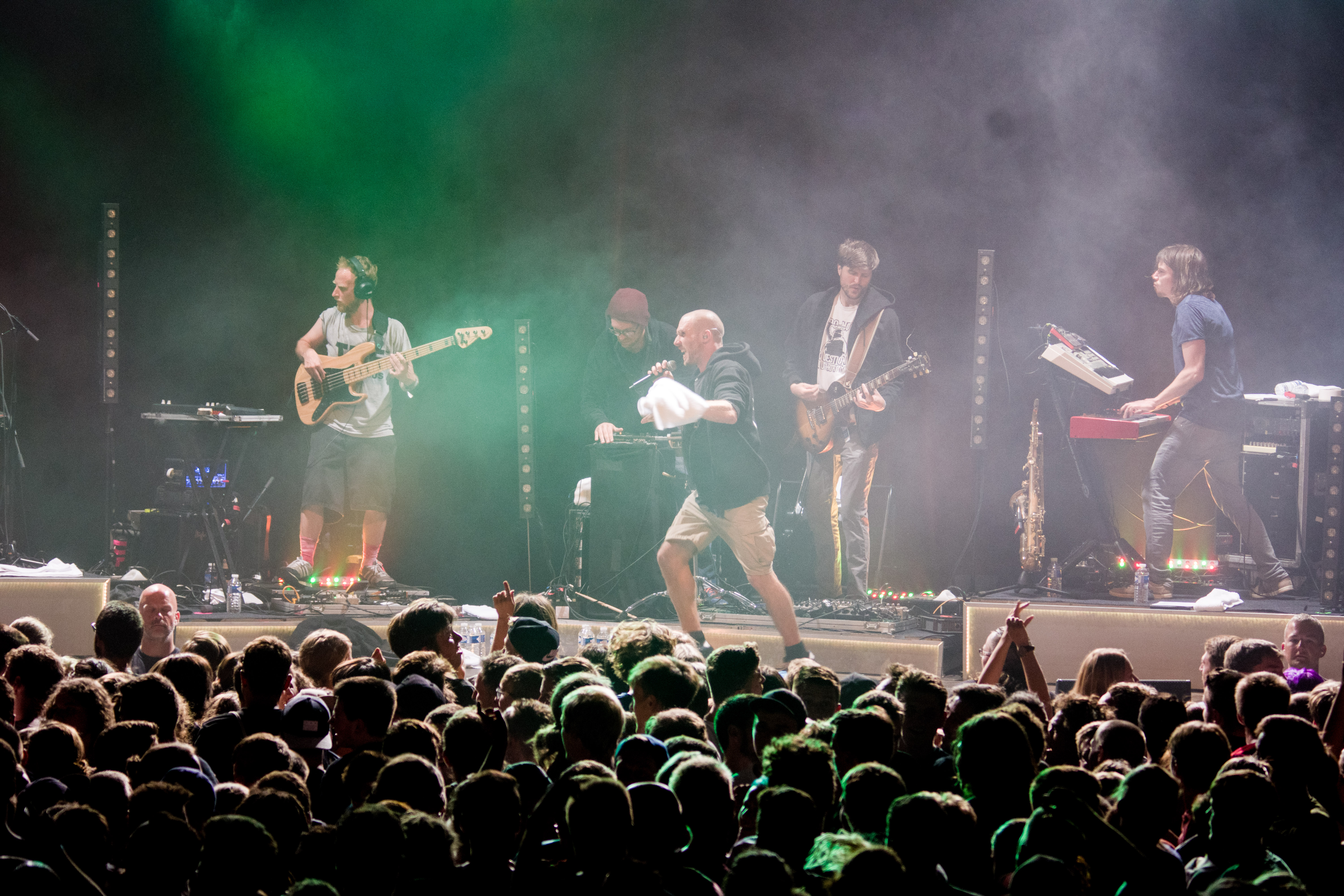
Irie Revolte. Zelt-Musik-Festival 2017 Friburg, Alemanya

Irie Révoltés fou una banda formada a Heidelberg (Baden-Württemberg), l'any 2000. Els membres delgrup eren nou: els cantants "Mal Élevé", "Carlito", "Silence", el guitarrista "idoT", el baixista "Conriot", el bateria "Flex", el teclista "Chriggi", el saxofonista "Toby!" i el trompetista "Mickez".
El pare de dos dels cantants ("Mal Élevé" i "Carlitos") prové de França i per aquesta raó moltes cançons són cantades en francès. La banda té lletres en francès i alemany que tracten temes de crítica social i antifeixisme, entre d'altres.
"Irie" prové del diarecte crioll jamaicà i es pot traduir com "feliç, lliure o positiu", una referència a la influència del Reggae en la seva música." Révoltés" és una paraula francesa que significa "insurgent".
El Reggae, Dancehall, Hip-hop, Ska i Punk són els estils que vertebren la seva música.

## Història i antecedents
La banda va sorgir a Heidelberg l'any 2000. En els anys següents va començar a sorgir la formació actual. Ha tocat en els principals festivals d'Alemanya, Suïssa i la República Txeca. Amb més de 400 concerts a les seves espatlles i 21 països visitats, Irie Révoltés s'ha forjat una reputació amb el seu directe.
També participen regularment en manifestacions i esdeveniments per recaptar fons per donar suport a projectes polítics i socials, i per donar importància, d'aquesta manera, al seu contingut polític. Van finalitzar la seva activitat l'any 2017, amb un concert de comiat a Mannheim.

## Música
La seva música es nodreix de diversos gèneres. Entre d'altres, elements de Reggae, Dancehall, Hip Hop i Ska donen el so característic a aquesta banda. El llançament del seu tercer àlbum "Mouvement mondial" (2010) i el pre-llançament dels singles "Zeit is Geld" i "Travailler" (2009) marquen un abans i un després en l'estil d'aquesta banda. S'incorporen elements del rock i sintetitzadors. D'acord amb la premsa especialitzada, Irie Révoltés crea, amb aquest tercer disc, el seu propi estil.

## Compromís social
Els mateixos components afirmen que el seu objectiu és denunciar els abusos i, alhora, mitjançant la música i l'energia positiva, impulsar el canvi, combinant això amb el seu compromís social i polític. Entre d'altres, donen suport al projecte "Respekt!", que lluita contra el racisme, el sexisme i l'homofòbia. També pertanyen a l'ONG "Viva con Agua de Sankt Pauli", l'objectiu de la qual és millorar el subministrament d'aigua en països en vies de desenvolupament. Per a aquest projecte, Irie Révoltés ha escrit dues cançons: "Viva con Agua" i "Walk with us" (Camina amb nosaltres).
La banda també realitza accions individuals. A la tardor de 2009, per exemple, va recolzar les vagues que van tenir lloc, creant una cançó juntament amb Chaoze One que es va oferir per descarregar gratuïtament.
Per a la iniciativa "Kein Platz für Rassismus" (No hi ha lloc per al racisme) han escrit una cançó anomenada "Viel zu tun" (Hi ha molt per fer).
El compromís social de la banda els ha portat a col·laborar amb "Rollis für Afrika", projecte en el qual el cantant Mal Élevé va participar en la posada en marxa l'any 2003. Des d'aleshores, donen suport al projecte, que treballa per a ajudar a les persones amb discapacitat al Senegal, mitjançant concerts benèfics, punts d'informació en els seus concerts i accions concretes.
En la primavera de 2012, "Mal Élevé" i "Carlitos" van ser nomenats pel jurat per a atorgar el "Jugendfriedenspreis der Deutschen Gesellschaft für die Vereinten Nationen (DGVN)", un premi que té com a objecte reconèixer i promoure la participació dels joves en el tema de les Nacions Unides.

## Discografia

### Àlbums d'estudi
- 2003 Les deux côtés
- 2006 Voyage
- 2010 Mouvement mondial
- 2013 Allez

### Àlbums en directe
- 2012 Irie Révoltés Live [DVD&CD]

### Singles
- 2003 On assassine en afrique
- 2005 Mouvement
- 2006 Soleil
- 2008 Viel zu tun
- 2009 Zeit ist Geld
- 2010 Merci
- 2010 Il est là
- 2010 Antifaschist
- 2011 Travailler
- 2013 Allez
- 2013 Continuer
- 2014 Résisdanse

### Altres publicacions
- 2006 Perspectives (Veus: Irie Révoltés & Chaoze One)
- 2006 Kein Bock auf Nazis Samplerbeitrag: Viel zu tun
- 2007 G8 illegal (Chaoze One feat. Mal Élevé)
- 2007 Viva con Agua (cançó de descàrrega lliure amb Schmuf Hamburg feat. Toni-L)
- 2009 Bildungsstreik (Veus: Irie Révoltés & Chaoze One)
- 2013 Laut Sein! (Irie Révoltés feat. Iriepathie)
- 2013 Allez! Beat Remix 2.0 (Feat. SOOKEE)